# كوكي هوندا
كوكي هوندا (باليابانية: 本田 功輝) (مواليد 8 مارس 2000) هو لاعب كرة قدم ياباني.

## وصلات خارجية
- كوكي هوندا على موقع رابطة كرة القدم اليابانية للمحترفين (اليابانية)
- كوكي هوندا على موقع قاعدة بيانات كرة القدم.إي يو (الإنجليزية)
- كوكي هوندا على موقع Soccerway.com (الإنجليزية)
- كوكي هوندا على موقع عالم كرة القدم.نت (الإنجليزية)